# Uniwersytet Techniczny w Kaiserslautern
Uniwersytet Techniczny w Kaiserslautern (niem. Technische Universität Kaiserslautern) – niemiecka publiczna uczelnia wyższa.
W 1979 roku rząd Nadrenii-Palatynatu ogłosił memorandum w sprawie drugiego (po Uniwersytecie w Moguncji) uniwersytetu w tym kraju związkowym. Ustawa o utworzeniu uniwersytetu w Trewirze i Kaiserslautern (Universität Trier-Kaiserslautern) została zatwierdzona 28 lipca 1970 roku. W semestrze zimowym roku akademickiego 1970-1971 uczelnia została uruchomiona. Na trzech wydziałach (matematyki, fizyki i technologii) studia rozpoczęło 191 osób. 
W 1975 roku uniwersytet mający siedzibę w dwóch miastach został podzielony na dwie niezależne uczelnie: Uniwersytet w Trewirze i Uniwersytet w Kaiserslautern. Uniwersytet w Kaiserslautern dynamicznie się rozwijał, w 2003 roku został przemianowany na Uniwersytet Techniczny w Kaiserslautern. 
1 stycznia 2023 wraz z kampusem Landau in der Pfalz uniwersytetu Koblencja-Landau utworzył nowy uniwersytet RPTU Kaiserslautern-Landau (niem. Rheinland-Pfälzische Technische Universität Kaiserslautern-Landau).

## Struktura organizacyjna
W skład uczelni wchodzą następujące jednostki organizacyjne:
- Wydział Architektury
- Wydział Biologii
- Wydział Studiów Biznesowych i Ekonomii
- Wydział Chemii
- Wydział Budownictwa
- Wydział Nauk Komputerowych
- Wydział Inżynierii Elektrycznej i Komputerowej
- Wydział Matematyki
- Wydział Inżynierii Mechanicznej i Procesowej
- Wydział Fizyki
- Wydział Nauk Społecznych
- Wydział Planowania Przestrzennego i Środowiskowego
- Wydział Biotechnologii i Badania Leków
- Instytut Materiałów Kompozytowych
- Instytut Eksperymentalnej Inżynierii Oprogramowania
- Max-Planck-Institut für Softwaresysteme
- Instytut Pomiarów Fizycznych
- Instytut Matematyki Technicznej i Przemysłowej